# Estoloides fulvitarsis
Estoloides fulvitarsis är en skalbaggsart som först beskrevs av Bates 1885. Estoloides fulvitarsis ingår i släktet Estoloides och familjen långhorningar.
Artens utbredningsområde är:
- Costa Rica.
- Panama.

Inga underarter finns listade i Catalogue of Life.